# Echinanthus lecointrae
Espèce
Synonymes
- Tristomanthus lecointreae Lambert, 1908 (protonyme)
- Fibularia lecointrae (Lambert, 1908)
- Echinanthus lecointrae Lambert, 1908

Echinocyamus lebescontei est une espèce éteinte d'oursins du Cénozoïque de la famille des Echinocyamidae. Elle est aussi nommée Echinanthus lecointrae.
Ce taxon Echinanthus lecointrae est à mettre en synonymie avec Echinocyamus lebescontei, selon Philippe Nicolleau et Jean-Christophe Dudicourt. Ils indiquent que « la taille des individus (moins de 3 mm) ne facilite pas la détermination ».

## Morphologie
Il est décrit comme une espèce de très petite taille, déprimée, elliptique, élargie  et légèrement tronquée en arrière, à bords renflés. Sa face supérieure est un  peu  arrondie, plus ou  moins  selon  les individus, sans doute à cause des dix cloisons de l'intérieur plus ou moins  élevées; la face inférieure offre une faible excavation vers le milieu.

## Description
L'espèce est décrite comme suit par Yves Bazin de Jessey : Espèce de très petite taille, déprimée, elliptique, élargie et légèrement tronquée en arrière, à bords renflés. La face supérieure est un peu arrondie, plus ou moins selon les individus, sans doute à cause des dix cloisons de l'intérieur plus ou moins élevées; la face inférieure offre une faible excavation vers le milieu. Les ambulacres, à peine visibles, même à la loupe, sont imparfaitement pétaloïdes. Le péristome, presque central, un peu plus en avant, est rond, petit, sans lèvres saillantes. Le périprocte s'aperçoit à l'extrémité de la  face inférieure et quelquefois il est même marginal, surtout dans les individus plus renflés. Il s'ensuivrait qu'il y aurait probablement dans les faluns du Miocène breton plusieurs espèces à' Echinocyamus à distinguer; mais Desor l'a remarqué avec justesse : si petite est la différence entre les espèces de ce genre, qu'elles sont d'un faible secours. .